# Камышанка (Сумская область)
Камышанка (укр. Комишанка) — село, Зеленковский сельский совет, Недригайловский район, Сумская область, Украина.
Код КОАТУУ — 5923581702. Население по переписи 2001 года составляло 484 человека.

## Географическое положение
Село Камышанка находится на левом берегу реки Сула, выше по течению примыкает село Подсулье (Лебединский район), ниже по течению на расстоянии в 1 км расположено село Зеленковка, на противоположном берегу — сёла Зеленковка и Сороколетово.
По селу протекает пересыхающий ручей с запрудой. Рядом проходит автомобильная дорога P-01.

## Экономика
- Молочно-товарная ферма.
- «Искра», ЗАО.